# Fidel Tubino Mongilardi
Fidel Mario Tubino Mongilardi (*Lima, 31 de diciembre de 1909 - †Lima, 1 de febrero de 1973), sacerdote, abogado y profesor universitario peruano. Fue Rector de la Pontificia Universidad Católica del Perú (1953-1962)

## Biografía
Nacido en Lima en el seno de una familia italiana, sus padres fueron Fidel Tubino Ricci y Beatriz Mongilardi Forno. Sobrinos suyos serían el almirante Carlos Tubino y el filósofo Fidel Tubino Arias Schreiber.
Realizó sus estudios primarios y secundarios en el Colegio de la Inmaculada de Lima y en el Colegio Mondragone de Roma. Cursó sus estudios superiores en la Universidad de Génova, de la que se graduó de doctor de Jurisprudencia (1932), y en la Universidad Mayor de San Marcos, por la que se recibió de abogado (1937) y doctor en Derecho (1939). Posteriormente, siguió estudios clericales en la Facultad de Teología de la Universidad Pontificia de Comillas, en España, de la que se graduó de licenciado en Sagrada Teología en 1944. Ese mismo año, fue ordenado sacerdote.
En 1935, fue designado juez de paz de Magdalena del Mar y al año siguiente fue elegido concejal del mismo distrito. En 1938, fundó en Centro de Juventud Católica de Magdalena del Mar.
Desde 1945 ocupó diversos cargos eclesiásticos y seglares: capellán del monasterio de Trinitarias y vice-oficial provisor del Arzobispado de Lima (1945), director nacional de la Unión Misional del Clero (1946)  y director del Colegio Externado de Santo Toribio (1950).
Desde 1933 hasta 1939 fue profesor de la Universidad Católica de Lima en las cátedras de Derecho y Lengua Latina. Posteriormente, asumió las cátedras de Filosofía del Derecho y Deontología forense, hasta que en 1953 fue elegido rector de la Universidad en reemplazo del padre Rubén Vargas Ugarte. Como rector, se interesó por vincular a la Universidad con sus pares de otros países, tanto católicas como laicas. 
En 1956 fue elegido obispo titular de Cernitza (Italia) y vicario general de la Arquidiócesis de Lima.

## Publicaciones
- La persona jurídica de la Iglesia Católica y su expansión en el Derecho Internacional Moderno. 1932
- Las ideas de Bartolomé Herrera. 1933
- La evolución jurídica del matrimonio en el Perú en la primera mitad del siglo XIX. 1933
- Deontología forense. Apuntes universitarios. 1945
- Introducción a las Ciencias Jurídicas. Apuntes universitarios. 1946
- Introducción al Derecho canónico. 1946
- El Derecho romano. 1947
- Lecciones de Filosofía del Derecho. Cursos universitarios. 1948
- Vida de José de la Riva-Agüero y Osma. 1954
- La subestimación del Derecho en el mundo moderno. 1955

| Predecesor: Padre Rubén Vargas Ugarte, S.J. Rector de la Pontificia Universidad Católica del Perú | Rector de la Pontificia Universidad Católica del Perú 1953 - 1962 | Sucesor: R.P. Felipe Mac Gregor, S.J. Rector de la Pontificia Universidad Católica del Perú |